# Teresa Bugajczyk
Teresa Bugajczyk, po mężu Łabudź (ur. 3 listopada 1953 w Cieplicach Śląskich) – saneczkarka, trener, nauczycielka wf, olimpijka z Innsbrucka 1976.

Startowała na torach lodowych. Podczas trwania kariery zawodniczej reprezentowała barwy Śnieżki Karpacz.

## Osiągnięcia
- 1971
  - 2. miejsce w mistrzostwach Polski seniorów w jedynkach
  - 7. miejsce w mistrzostwach świata w jedynkach
- 1972
  - 2. miejsce w mistrzostwach Europy juniorów w jedynkach
  - 2. miejsce w mistrzostwach Polski juniorów w jedynkach
- 1974
  - 8. miejsce w mistrzostwach świata w jedynkach
- 1976
  - 12. miejsce na igrzyskach olimpijskich
- 1977
  - 2. miejsce w mistrzostwach Polski seniorów w jedynkach
- 1978
  - 2. miejsce w mistrzostwach Polski seniorów w jedynkach
  - 6. miejsce w mistrzostwach świata w jedynkach
- 1980
  - 1. miejsce w mistrzostwach Polski seniorów w jedynkach